# Институт мировой культуры МГУ
Институ́т мирово́й культу́ры МГУ — научно-исследовательский институт при Московском государственном университете имени М. В. Ломоносова. Институт организован в 1992 году на основе Отделения истории и теории мировой культуры философского факультета МГУ. Научный центр, сохраняющий и развивающий московско-тартускую семиотическую школу и русского формализма и квантитативного и вероятностного стиховедения.
Основал Институт и возглавлял до своей кончины выдающийся русский лингвист Вячеслав Всеволодович Иванов. После смерти В. В. Иванова в 2017 году, «за три года администрация МГУ не сочла нужным назначить даже и. о. директора…, хотя несколько членов РАН были готовы его возглавить» (академик Российской академии художеств Алексей Лидов), и осенью 2020 года в ИМК были уволены около 40 % сотрудников, институт оказался под угрозой уничтожения. Материалы о закрытии Института вышли в ведущих средствах массовой информации России: «Новая Газета», «Эхо Москвы», «Новые Известия».

## Структура и направления деятельности
Алексей Лидов в интервью Николаю Подосокорскому рассказывал, что в 1990-е годы в Институте работали академики и члены-корреспонденты РАН: филолог Сергей Аверинцев, историк философии Пиама Гайденко, лингвист Александр Кибрик, создавшие сплоченный разновозрастной коллектив единомышленников в пяти отделах, изначально придуманных академиком Ивановым: культуры древности, христианской культуры, русской культуры, средневековой культуры Западной Европы и этно-лингвистики.
- Директор Института — академик РАН, д.фил.н. Вяч. Вс. Иванов (до 2017)
- Заместитель директора — к.фил.н. М. А. Даниэль
- Учёный секретарь — М. Ю. Салямова

Отдел культуры древности:
- Заведующий отделом — до 2010 года акад. Вяч. Вс. Иванов, после 2010 года — действ. член РАХ А. М. Лидов

Отдел культуры и науки средневековой и современной Европы:
- Заведующий отделом — до 2006 года д.и.н. А. Я. Гуревич, с 2006 года — д.и.н. С. И. Лучицкая

Отдел христианской культуры:
- Заведующая отделом — к.фил.н. Т. Ю. Бородай

Отдел русской культуры:
- Заведующая отделом — д.фил.н. Т. В. Михайлова (Цивьян)

Отдел лингвокультурной экологии:
- Заведующий отделом — до 2012 года член-корр. РАН, д.фил.н. А. Е. Кибрик, с 2013 года — к.фил.н. А. В. Архипов.

## Сотрудники
У истоков создания Института стояли крупнейшие отечественные учёные, среди которых С. С. Аверинцев, М. Л. Гаспаров, А. Я. Гуревич, В. В. Иванов, Г. С. Кнабе, Д. С. Лихачёв, Ю. М. Лотман, Е. М. Мелетинский, Н. И. Толстой, В. Н. Топоров, Б. А. Успенский, В.Я. Саврей. Многие из них продолжали сотрудничество и в дальнейшем, читая лекции, осуществляя руководство научными направлениями.
Среди сотрудников: поэтесса, офицер Ордена Искусств и словесности Французской Республики Ольга Седакова; лауреат Премия правительства Москвы молодым ученым за 2021 год Вера Полилова

## История
Официально создан в соответствии с приказами МГУ № 660 от 29 сентября 1992 г., № 727 от 4 ноября 1992 г.; предусматривалось четыре отдела: христианской, русской, европейских и восточных культур. Институту предшествовала кафедра истории и теории мировой культуры философского факультета (1990).
С 2002 г. издавался научный сборник «Антропология культуры».
Адрес: Россия, Москва, 119991, ГСП-1, Ленинские горы, Московский государственный университет им. М. В. Ломоносова, 1-й корпус гуманитарных факультетов, Институт мировой культуры, к. 854
Тел./факс: +7 (495) 939-51-19